# 越佐観光バス
越佐観光バス株式会社（えっさかんこうバス）は、新潟県長岡市西部の（旧）寺泊町に本社を置く乗合バス事業者で、公益社団法人新潟県バス協会の会員である。

## 概要
当社は貸切バス事業を中心に運営されているが、一般的な路線バスとして燕市内でコミュニティバスを運行している。
社名の「越佐」とは、旧国名の越後国（新潟県の本土側全域）と佐渡国（現：佐渡市）を示す。

### 組織
- 本社営業所
- 燕営業所
  - 新潟県燕市新興野13-11

### 系列会社
- 有限会社 越佐旅行 - 旅行業
- 有限会社 寺泊レンタカー - 自動車賃貸業

## 沿革
- 1995年 - 設立。

## 路線バス
- 燕市のコミュニティバスである燕市循環バスの運行を受託している。

## ギャラリー

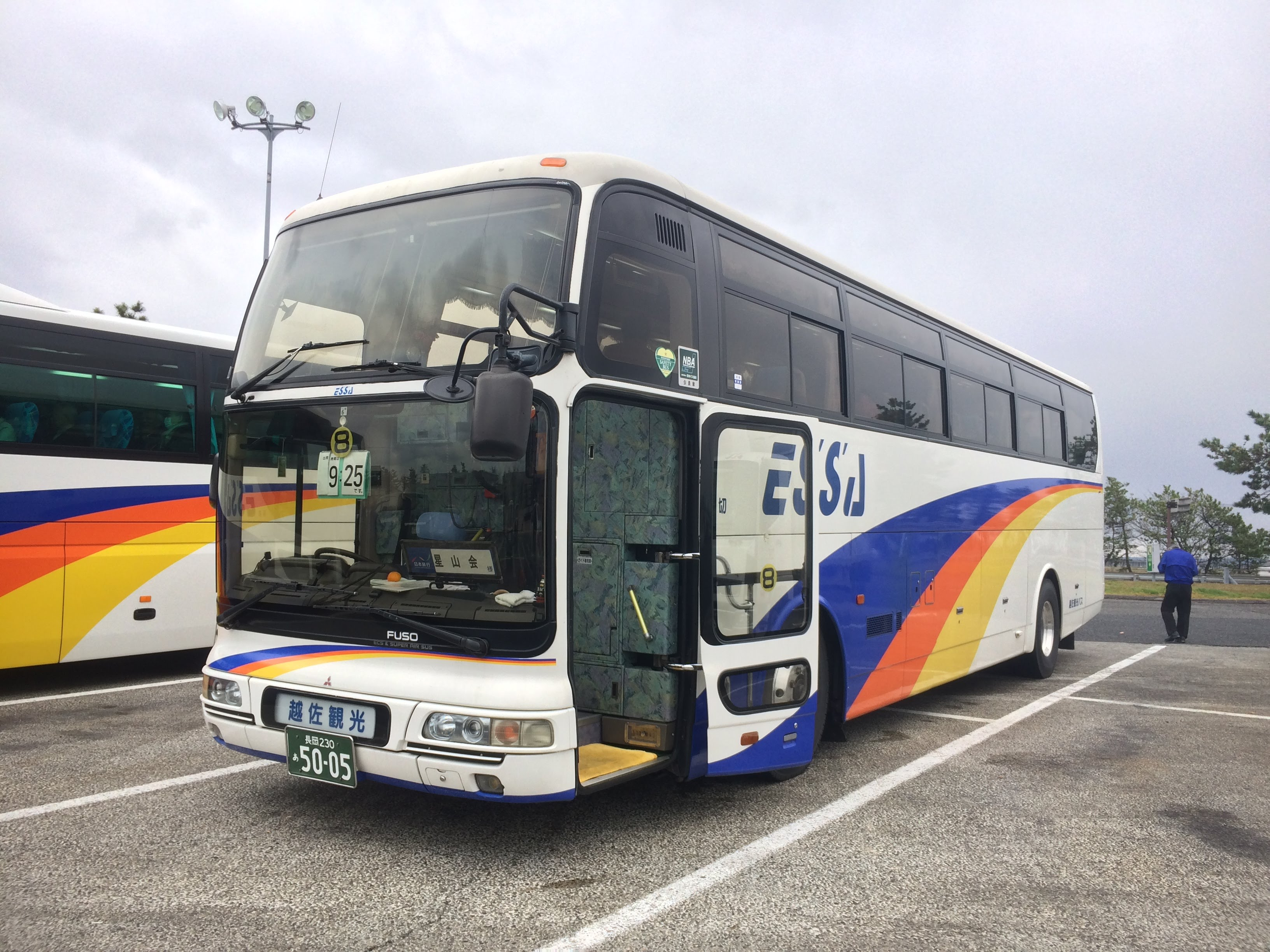
ふそうエアロクイーン
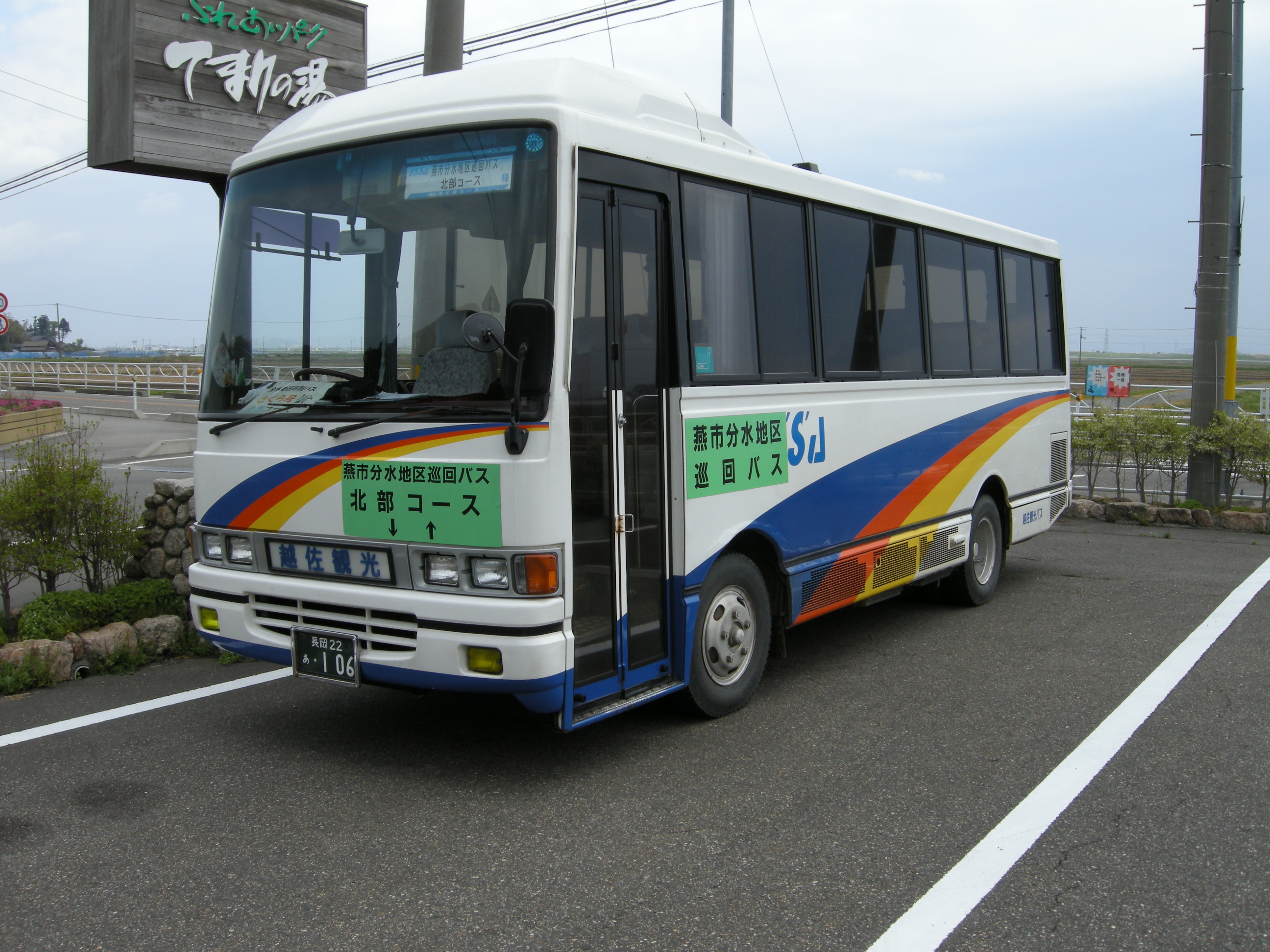
日野レインボー
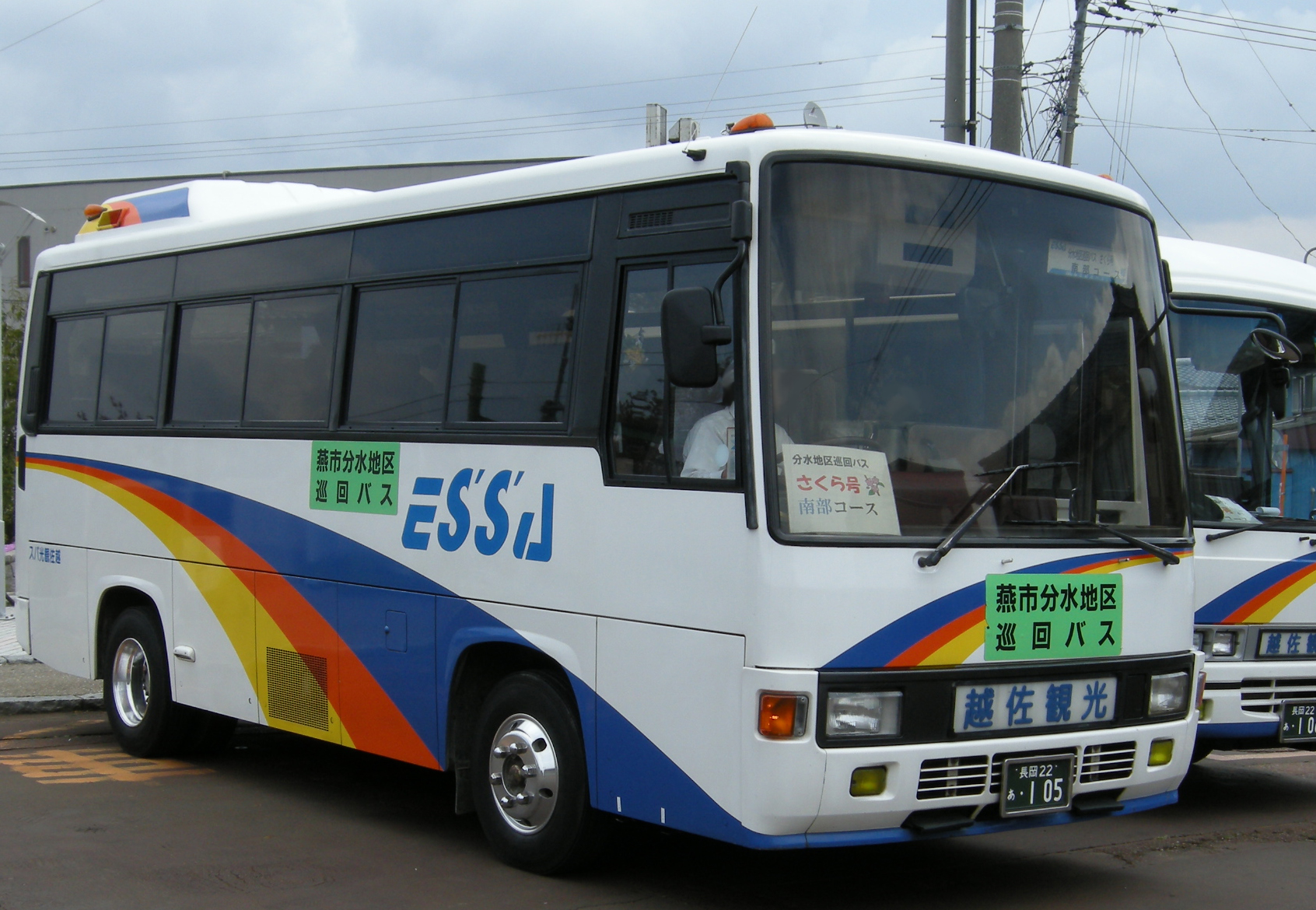
日野レインボー